# Gemuño (kommunhuvudort)
Gemuño är en kommunhuvudort i Spanien.   Den ligger i provinsen Provincia de Ávila och regionen Kastilien och Leon, i den centrala delen av landet, 90 km väster om huvudstaden Madrid. Gemuño ligger 1 105 meter över havet och antalet invånare är 187.
Terrängen runt Gemuño är kuperad söderut, men norrut är den platt. Runt Gemuño är det ganska glesbefolkat, med 48 invånare per kvadratkilometer. Närmaste större samhälle är Ávila, 10,1 km nordost om Gemuño. Trakten runt Gemuño består till största delen av jordbruksmark.